# Дадашев, Райком Хасимханович
Райко́м Хасимха́нович Дада́шев (род. 17 декабря 1950, Ошская область) — доктор физико-математических наук, профессор, действительный член Академии наук Чеченской Республики, вице-президент Академии наук Чеченской Республики.

## Биография
Родился в депортации 17 декабря 1950 года в Ошской области Киргизской ССР.
Отец с первых дней войны ушёл на фронт. В 1947 году после долгих поисков, он нашёл семью. Через три года после возвращения, до рождения своего младшего сына Райкома, скончался от ран. Мать вынуждена была одна воспитывать троих сыновей. В 1957 году семья вернулась на родину, в селение Хочи-Ара Ножай-Юртовского района. В селе была только начальная школа. Поэтому с седьмого класса Дадашеву пришлось учиться в школах соседних сёл.
В 1968 году поступил в Чечено-Ингушский государственный университет по специальности «Физика». Создал на физико-математическом факультете инструментальный и танцевальный национальные ансамбли, которые стали призёрами Студенческой весны 1970 года. На третьем курсе стал Ленинским стипендиатом.
В 1972 году с отличием окончил вуз. Был направлен на стажировку в Ростовский, а затем в Кабардино-Балкарский государственный университет. Здесь начал интересоваться исследованием физико-химических и поверхностных свойств металлов и сплавов.
В 1980 году защитил кандидатскую диссертацию по теме «Исследование поверхностных явлений в многокомпонентных металлических расплавах».
В 1987 году коллектив физического факультета избрал Дадашева своим деканом. Через некоторое время физический факультет стал одним из ведущих в университете.
В 1990 году для завершения докторской диссертации Дадашев по собственному желанию ушёл с должности декана и поступил в докторантуру Уральского политехнического института.
В 1993 году защитил докторскую диссертацию по теме «Поверхностное натяжение и адсорбция в многокомпонентных металлических расплавах». После защиты вернулся в ЧГУ и стал сначала проректором по учебной работе, а 1994 года — исполняющим обязанности ректора.
В 1995 году, узнав, что в одной из школ Грозного нет учителя физики, он почти полгода проработал учителем физики в этой школе.
Оставаясь в осаждённом городе, безуспешно пытался спасти университет. В 1995 году его отстранили от должности ректора, но на выборах в 1996 году он был избран снова. Вопреки мнению тогдашнего руководства республики он публично выступал за сохранение единого образовательного пространства с Россией.
Его стараниями корпуса университета, разрушенные в результате двух войн, были восстановлены. Учебный процесс, который до того шёл в сохранившихся полуразрушенных зданиях, вошёл в нормальное русло.
В 2002 году под его руководством в Грозном была проведена Всероссийская конференция «Интеграция науки, образования и производства — решающий фактор возрождения экономики и социальной сферы в посткризисный период».
В 2002 году Дадашев был избран членом-корреспондентом, а в 2006 году — действительным членом и вице-президентом Академии наук ЧР. В 2003 году ему было присвоено звание «Заслуженный деятель науки Чеченской Республики». В 2007 году был приглашён для чтения лекций перед аспирантами и сотрудниками Центрального университета Квинсленда (Австралия).
В 2007 году Р. Х. Дадашеву вручили медаль «За заслуги перед Чеченским госуниверситетом». С 2008 года является научным руководителем гранта аналитической целевой ведомственной программы «Развитие научного потенциала высшей школы» Министерства образования и науки РФ на тему «Исследование поверхностных свойств металлических и полимерных растворов».
В 2008 году общественной организацией «Интеллектуальный центр Чеченской Республики» за выдающийся вклад в науку Дадашеву присуждена ежегодная премия «Серебряная сова» в номинации «Наука».
С 2009 года является Почетным работником высшего профессионального образования Российской Федерации. В 2010 году избран членом-корреспондентом Адыгской (Черкесской) международной академии наук.
Райком Дадашев — доктор физико-математических наук, профессор, академик, заведующий кафедрой теоретической физики ЧГУ, заведующий отделом физико-математических исследований Комплексного научно-исследовательского института РАН (КНИИ РАН), член Регионального совета по защите докторских диссертаций в КБГУ, член-корреспондент Адыгской Международной Академии наук, заслуженный деятель науки ЧР, действительный член академии наук ЧР, вице-президент Академии Наук Чеченской Республики.
Является автором более 150 научных работ. Под его руководством более десяти человек защитили кандидатские диссертации.
Является одним из инициаторов проекта «Грамматика чеченского языка». В 1998 году совместно с А. Вагаповым им был издан словарь физических терминов на чеченском языке.
Кандидат медицинских наук Р. Берсанов создал анатомический атлас на чеченском языке. Для издания этого атласа в Академии наук не было средств. Дадашев, вместе с деканом медицинского факультета ЧГУ З. Б. Киндаровым, оказал финансовую поддержку в выпуске этого издания.
В его родном селе Хочи-Ара на личные средства Дадашева и его родных построена мечеть.

## Семья
Супруга — Дадашева Маусат Арбиевна, педагог, имеет два высших образования: математическое (1975) и филологическое (1992). 40 лет работает в сфере образования. Является соавтором перевода на чеченский язык учебника математики первого класса. Работала учителем в школе, переводчиком в телекомпании ГТРК «Вайнах».
Четверо детей Дадашевых с отличием закончили различные вузы России.
- Дочь Зарета — окончила медицинский факультет Кабардино-Балкарского государственного университета, поступила в ординатуру, а затем в аспирантуру Московского научно-исследовательского института глазных болезней имени Гельмгольца. Кандидат медицинских наук, офтальмолог. В 2002 году по предложению отца два месяца бесплатно принимала больных в разрушенном войной Грозном. Ею была оказана помощь более чем 500 больным[1].

## Награды и звания
- Орден «М. Мамакаев» («Золотой орёл»);
- Медаль «За заслуги перед Чеченской республикой»;
- Медаль «За заслуги перед Чеченским госуниверситетом»;
- Медаль «А. С. Грибоедов»;
- Почётный работник высшего профессионального образования Российской Федерации;
- Заслуженный деятель науки ЧР.
- Почётный гражданин города Грозный.

### О Райкоме Дадашеве
- Алиева Зарета. Учёные Чечни. — Грозный: ИКАР, 2003. — С. 53—54. — 176 с. — ISBN 5-7974-0075-8.